# Michelle Trachtenberg
Pour les articles homonymes, voir Trachtenberg.
Michelle Trachtenberg, née le 11 octobre 1985 à New York, État de  New York (États-Unis) et morte le 26 février 2025 dans la même ville est une actrice américaine.
Révélée dans des productions jeunesse durant les années 1990 : Harriet la petite espionne (1996) et Inspecteur Gadget (1999), elle accède à une reconnaissance internationale au début des années 2000 en prêtant ses traits à la jeune Dawn Summers dans la série fantastique Buffy contre les vampires, puis à Georgina Sparks dans la série dramatique Gossip Girl.
Entre 2009 et 2010, elle incarne l'infirmière Chloe Payne dans la série médicale Mercy Hospital.

## Biographie

### Jeunesse et formation
Michelle Christine Trachtenberg est née dans le quartier de Brooklyn à New York dans une famille juive. Sa mère Lana travaille dans une banque et son père Michael est ingénieur. Son père est originaire d'Allemagne et sa mère d'Ukraine. Elle a une sœur plus âgée prénommée Irène.
Michelle Trachtenberg parle d'ailleurs russe couramment,. Elle fête aussi bien Noël qu'Hanoucca,,. Ses grands-parents vivent en Israël.

### Débuts et révélation télévisuelle

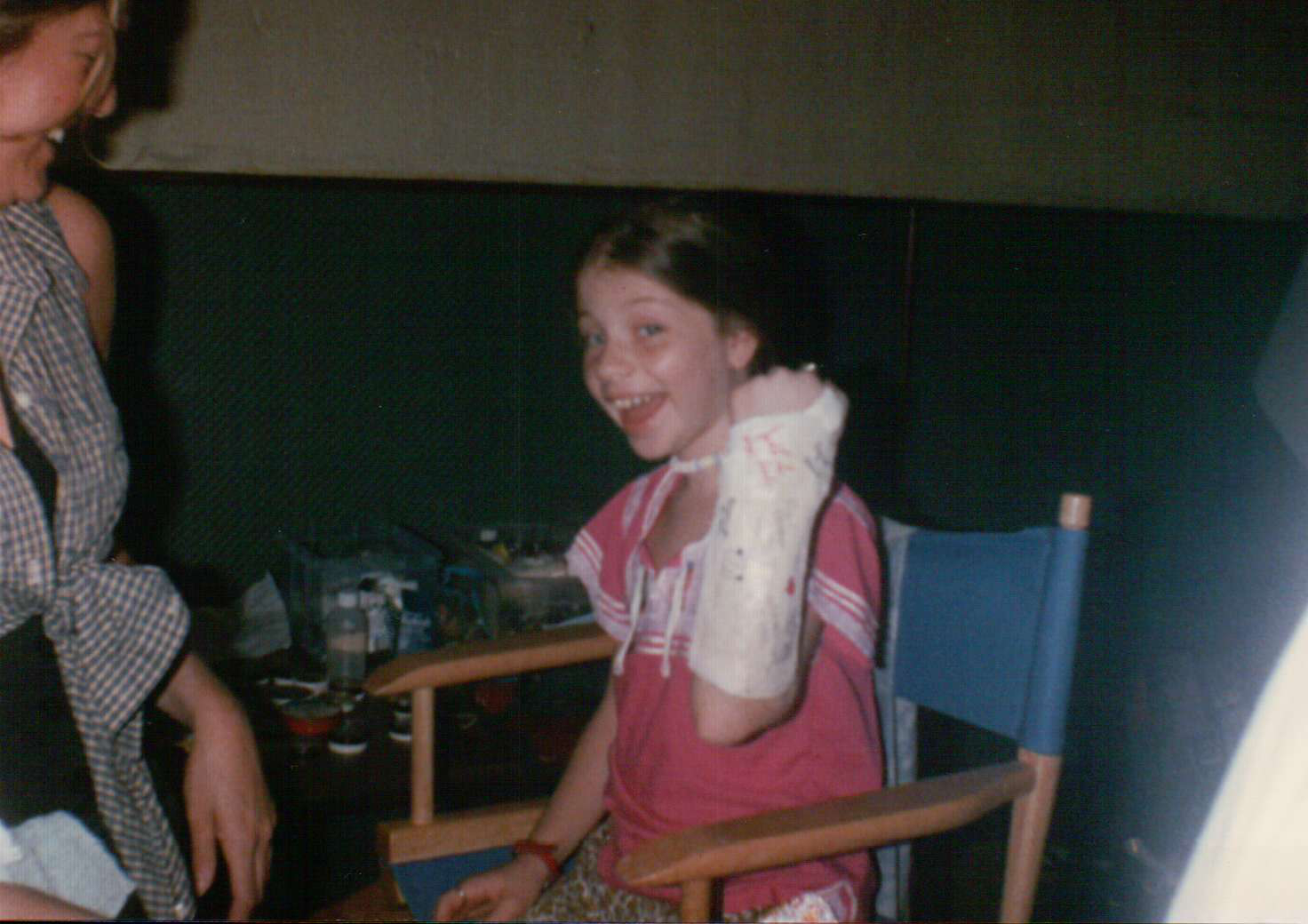
Michelle Trachtenberg pour Les Aventures de Pete & Pete en 1995.

Michelle Trachtenberg commence sa carrière à trois ans en tournant dans une publicité pour un détergent et dans des productions pour la jeunesse : d'abord dans une douzaine d'épisodes de la série Nickelodeon Les Aventures de Pete & Pete, entre 1995 et 1996, mais surtout en tenant le rôle-titre du film Harriet la petite espionne. La série familiale Meego, dont elle tient l'un des rôles principaux, ne dépasse pas une courte saison en 1997, et la jeune actrice continue donc à alterner téléfilms et films, qui sortent souvent directement en vidéo, comme la romance Richie Rich : Meilleurs Vœux en 1998, ou le film d'aventures Inspecteur Gadget, en 1999, mené par Rupert Everett et Matthew Broderick.
En 2000, alors que sort une autre production légère, Can't Be Heaven, elle décroche, à l'âge de 14 ans, un rôle principal dans une série télévisée à succès Buffy contre les vampires, qui entre dans sa 5e saison. Elle y incarne Dawn Summers, la sœur de l'héroïne Buffy. C'est la star du programme Sarah Michelle Gellar qui la recommande à la production, car elles ont déjà joué ensemble dans La Force du destin. L'actrice la considère comme sa sœur, l'aide pour ses devoirs pendant les pauses et suit sa carrière pas à pas. Elle demande même à son mari, Freddie Prinze Jr., de lui apprendre à conduire.

### Diversification (années 2000)

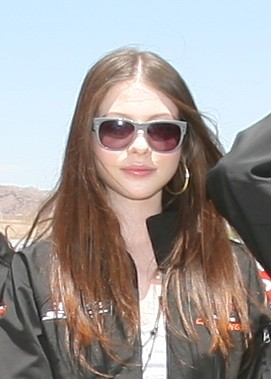
Michelle Trachtenberg en 2008.

Lorsque la série se termine en mai 2003, au terme de sa septième saison, Michelle Trachtenberg tente de casser son image. Elle enchaîne ainsi des personnages sexy : d'abord dans la comédie potache Sex Trip, qui sort en 2004, puis en donnant la réplique à Joseph Gordon-Levitt pour l'acclamé thriller psychologique Mysterious Skin, de Gregg Araki, et en jouant Céleste, la starlette caractérielle de la quatrième saison de la série dramatique Six Feet Under.
En 2005, elle revient aux productions jeunesse en tenant le premier rôle de la comédie Disney Une Princesse sur la Glace, puis en tenant le premier rôle du téléfilm romantique Le Plongeon, puis en tournant différents projets qui sortent en 2006 : côté cinéma, la comédie dramatique indépendante chorale Beautiful Ohio et le film d'horreur Noël Noir. Côté télévision, un épisode des populaires séries Dr House et New York, section criminelle.
En 2007, elle tourne un pilote de série télévisée The Hill qui n'aboutit pas, et en 2008, elle mène le téléfilm jeunesse Le Défi de Kylie. Elle accepte alors un rôle récurrent dans cinq épisodes de la première saison de la populaire série pour adolescents, Gossip Girl.
L'année suivante, elle tient un rôle dans la comédie ciné portée par le jeune Zac Efron, 17 ans encore, et fait un retour remarqué dans les deux derniers épisodes de la seconde saison de Gossip Girl. Elle revient seulement pour les trois premiers épisodes de la troisième saison, car elle vient d'intégrer la distribution principale d'une nouvelle série médicale, Mercy Hospital.
Ce programme est néanmoins arrêté au bout d'une seule saison de 22 épisodes, faute d'audiences, et l'actrice revient donc pour l'épisode final de cette saison de Gossip Girl. Elle ne participera qu'au double épisode d'ouverture et au dernier épisode de la saison 4. Parallèlement, elle apparait dans la comédie d'action Top Cops, portée par le binôme Bruce Willis et Tracy Morgan.

### Passage au second plan (années 2010)
En 2011, elle se concentre sur la télévision : en reprenant son rôle de Georgina Sparks pour 6 épisodes de la saison 5 de Gossip Girl, mais aussi en jouant Emma, une chef de bande, durant 5 épisodes de la saison 7 de Weeds. En revanche, le nouveau rôle régulier qu'elle a décroché n'aboutit pas : la série Love Bites est arrêtée au bout de quelques épisodes.
L'année 2012 est donc marquée par son retour à Gossip Girl pour 8 des 10 épisodes de la sixième et dernière saison, et par l'acceptation d'un rôle secondaire dans le téléfilm Killing Kennedy, celui de Marina Oswald.
En 2013, elle apparait dans deux séries policières à succès : Esprits criminels et NCIS : Los Angeles, et tourne un pilote d'une nouvelle série, une comédie, Save the Date, qui n'aboutit pas. Elle fait enfin partie de la distribution principale du thriller de science-fiction The Scribbler.
L'année 2015 l'amène à évoluer dans un épisode de la série fantastique Sleepy Hollow, puis à tenir le rôle d'une conseillère d'éducation de lycée dans les 6 épisodes de la web-série Guidance, et enfin de revenir au téléfilm romantique de fin d'année, avec le premier rôle de Un merveilleux cadeau pour Noël.
À la rentrée 2016, elle fait partie du quatuor d'actrices de séries télévisées réunies pour le téléfilm Quatre Sœurs unies par le secret, dans lequel évoluent Stana Katic (Castle), Jess Weixler (The Good Wife) et Troian Bellisario (Pretty Little Liars).

### Mort
Le 26 février 2025, elle est retrouvée morte à l'âge de 39 ans dans son appartement à Manhattan, près de Columbus Circle. ABC News rapporte qu'elle a subi une transplantation du foie qui aurait pu donner lieu à des « complications », tout en notant que la police locale ne considère pas le décès comme suspect. Sa famille s'oppose à une autopsie pour raisons religieuses, le décès n'étant pas suspect, les causes de la mort restent indéterminées. En avril, il est établi par des analyses toxicologiques qu'elle a succombé aux complications du diabète sucré dont elle était atteinte.

### Vie privée
De 2004 à 2006, Michelle Trachtenberg est en couple avec l'acteur canadien Shawn Ashmore.
De 2020 jusqu’à sa mort, elle est en couple avec Jay Cohen.

## Filmographie

### Cinéma

#### Longs métrages
- 1996 : Harriet la petite espionne (Harriet the Spy) de Bronwen Hughes : Harriet M. Welsch
- 1998 : Richie Rich : Meilleurs Vœux (Richie Rich's Christmas Wish) de John Murlowski : Gloria
- 1999 : Inspecteur Gadget (Inspector Gadget) de David Kellogg : Sophie
- 2000 : Can't Be Heaven de Richard Friedman : Julie
- 2004 : Mysterious Skin de Gregg Araki : Wendy Peterson
- 2004 : Eurotrip de Jeff Schaffer : Jenny
- 2005 : Princesse on Ice (Ice Princess) de Tim Fywell : Casey Carlyle
- 2006 : Beautiful Ohio de Chad Lowe : Sandra
- 2006 : Black Christmas de Glen Morgan : Melissa Kitt
- 2008 : Dragonlance: Dragons of Autumn Twilight : Tika Waylan (voix)
- 2009 : 17 ans encore (17 Again) de Burr Steers : Maggie O'Donnell
- 2009 : À contre-courant (Against the Current) de Peter Callahan : Suzanne
- 2010 : Top Cops (Cop Out) de Kevin Smith : Ava Monroe
- 2011 : Une soirée d'enfer (Take Me Home Tonight) de Michael Dowse : Ashley
- 2013 : Sexy Evil Genius de Shawn Piller : Miranda Prague
- 2014 : The Scribbler de John Suits : Veronika / Alice

### Télévision

#### Séries télévisées
- 1993 : Clarissa Explains It All : Elsie Soaperstein
- 1993 - 1996 : La Force du destin (All My Children) : Lilly Benton Montgomery
- 1994 - 1996 : The Adventures of Pete & Pete : Nona Mecklenberg
- 1996 : Le Monde de Dave (Dave's World) : Angela
- 1996 : Space Cases : Une fille
- 1997 : Meego : Maggie Parker
- 1998 : Guys Like Us : Katie
- 2000 - 2003 : Buffy contre les vampires (Buffy the Vampire Slayer) : Dawn Summers
- 2004 : Six Feet Under : Céleste
- 2006 : Dr House (House, M.D.) : Melinda Bardach
- 2006 : New York, section criminelle (Law & Order : Criminal Intent) : Lisa Willow Tyler
- 2006 - 2007 / 2011 - 2012 / 2018 : Robot Chicken : Dina Lohan / La femme de ménage / Une victime / Samantha Jones / Cindy / Harriet / Une médecin au festival (voix)
- 2008 - 2012 : Gossip Girl : Georgina Sparks
- 2009 : Super Hero Squad (The Super Hero Squad Show) : Valkyrie (voix)
- 2009 - 2010 : Mercy Hospital (Mercy) : Infirmière Chloé Payne
- 2011 : Love Bites : Jodie
- 2011 : Weeds : Emma Karlin
- 2013 : Esprits criminels (Criminal Minds) : Diane Turner
- 2013 : NCIS : Los Angeles : Lily Lockhart
- 2014 : Sleepy Hollow : Abigail Adams
- 2015 : SuperMansion : Blood Moon (voix)
- 2015 : Guidance : Anna
- 2018 : Human Kind Of : Judy Reilly (voix)
- 2022 : Gossip Girl : Georgina Sparks

#### Téléfilms
- 1996 : Le Mensonge de Noël (Christmas in my Home Town) de Jerry London : Nöelle Murphy
- 2000 : Un Cowboy pour père (A Father's Choice) de Christopher Cain : Kelly McClain
- 2005 : Le Plongeon (The Dive from Clausen's Pier) d'Harry Winer : Carrie Beal
- 2008 : Le Défi de Kylie (The Circuit) de Peter Werner : Kylie Shines
- 2013 : Killing Kennedy de Nelson McCormick : Marina Oswald Porter
- 2015 : Un merveilleux cadeau pour Noël (The Christmas Gift) de Fred Olen Ray : Megan Philipps
- 2016 : Quatre Soeurs unies par le secret (Sister Cities) de Sean Hanish : Dallas Baxter

### Clips
- 2004 : Trapt : Echo
- 2005 : Ringside : Tired of Being Sorry
- 2007 : Fall Out Boy : This Ain't a Scene, It's an Arms Race

## Distinctions

### Nominations
- 27e cérémonie des Saturn Awards 2001 : Meilleure actrice dans un second rôle dans une série télévisée dramatique pour Buffy contre les vampires (1996-2003) pour le rôle de Dawn Summers.
- 2000 : Teen Choice Awards de la meilleure performance pour une jeune actrice dans un second rôle dans une comédie d'aventure pour Inspecteur Gadget (1999).
- 2001 : Teen Choice Awards de la meilleure jeune actrice dans un second rôle dans une série télévisée dramatique pour Buffy contre les vampires (1996-2003) pour le rôle de Dawn Summers.
- 2001 : Young Artist Awards de la meilleure jeune actrice dans un second rôle dans une série télévisée dramatique pour Buffy contre les vampires (1996-2003) pour le rôle de Dawn Summers.
- 28e cérémonie des Saturn Awards 2002 : Meilleure actrice dans un second rôle dans une série télévisée dramatique pour Buffy contre les vampires (1996-2003) pour le rôle de Dawn Summers.
- 2002 : Young Artist Awards de la meilleure performance pour une jeune actrice dans une série télévisée comique pour Truth or Scare (2001-2003).
- 2002 : Young Artist Awards de la meilleure performance pour une jeune actrice invitée dans une série télévisée comique pour Mad TV (1995-2016).
- 29e cérémonie des Saturn Awards 2003 : Meilleure actrice dans un second rôle dans une série télévisée dramatique pour Buffy contre les vampires (1996-2003) pour le rôle de Dawn Summers.
- 2004 : Daytime Emmy Awards de la meilleure interprète dans un programme pour enfants pour Truth or Scare (2001-2003).
- 14e cérémonie des Teen Choice Awards 2012 : Meilleure vilaine dans une série télévisée dramatique pour Gossip Girl (2008-2012).

## Voix françaises
- Chantal Macé[14] dans :
  - Against the Current
  - Le Plongeon (téléfilm)
  - Le Défi de Kylie (téléfilm)
  - New York, police judiciaire (série télévisée)
  - Buffy contre les vampires (série télévisée)
  - New York, section criminelle (série télévisée)
  - Gossip Girl (série télévisée)
  - Esprits criminels (série télévisée)
  - NCIS : Los Angeles (série télévisée)
  - Mercy Hospital (série télévisée)
  - Gossip Girl (série télévisée, 2021)
- Marie-Eugénie Maréchal[15] dans :
  - Eurotrip
  - Meego (série télévisée)
- Olivia Luccioni[14] dans :
  - 17 ans encore
  - Quatre sœurs unies par le secret (téléfilm)

Et aussi
- Morgane Flahaut dans Harriet la petite espionne
- Lucile Boulanger dans Inspecteur Gadget
- Barbara Delsol[14] dans Un merveilleux cadeau pour Noël (téléfilm)
- Karine Foviau[15] dans Six Feet Under (série télévisée)
- Barbara Kelsch[15] dans Dr House (série télévisée)
- Claire Morin[14] dans Weeds (série télévisée)